# Södra Sunderbyn
Södra Sunderbyn ist ein Ort (tätort) in der nordschwedischen Provinz Norrbottens län und der historischen Provinz Lappland. Der Ort ist mit über 3000 Einwohnern (2015) der fünftgrößte in der Gemeinde Luleå.

## Verkehr
Södra Sunderbyn liegt am Riksväg 97 und an der Erzbahn von Luleå nach Narvik.